# BeiDou
Compass ou Beidou-2 é o sistema chinês de posicionamento global por satélite. A China está implementando o seu próprio sistema global de navegação por satélites, similar ao GPS norte-americano e ao GLONASS russo; contará com 35 satélites: cinco geoestacionários e trinta em órbita média. Os chineses também participam do sistema de posicionamento global Galileo em parceria com a União Europeia.
O primeiro sistema BeiDou, oficialmente chamado (tradução) de Sistema Experimental de Navegação por Satélite BeiDou, ou conhecido como BeiDou-1, é composto por 3 satélites e tem cobertura e aplicações limitadas. Tem oferecido serviços de navegação, principalmente para clientes na China e de regiões vizinhas, desde 2000. A segunda geração do sistema, conhecido como Compass ou BeiDou-2, que será um sistema de navegação global por satélite consistindo de 35 satélites, está ainda em construção. Tornou-se operacional, com cobertura da China, em Dezembro de 2011, com 10 satélites. É planejado para oferecer importantes serviços a clientes do leste asiático em 2012 e o sistema global deve ser concluído até 2020.